# Бакланово (Крым)
Бакла́ново (до 1948 года Тозана́й-Кире́й; укр.  Бакланове, крымскотат. Tazanay Kirey, Тазанай Кирей) — исчезнувший посёлок в Джанкойском районе Республики Крым, располагавшийся на севере района, в степной части Крыма, недалеко от берега Сиваша, примерно в 2 км к северо-востоку от современного села Яснополянское.

### Динамика численности населения
| - 1805 год — 75 чел. - 1864 год — 10 чел. - 1889 год — 79 чел. | - 1892 год — 0 чел. - 1915 год — 81/10 чел. - 1926 год — 141 чел. |

## История
Первое документальное упоминание села встречается в Камеральном Описании Крыма… 1784 года, судя по которому, в последний период Крымского ханства Тазаной Гери входил в Дип Чонгарский кадылык Карасубазарского каймаканства. После присоединения Крыма к России (8) 19 апреля 1783 года, (8) 19 февраля 1784 года, именным указом Екатерины II сенату, на территории бывшего Крымского Ханства была образована Таврическая область и деревня была приписана к Перекопскому уезду. После Павловских реформ, с 1796 по 1802 год, входила в Перекопский уезд Новороссийской губернии. По новому административному делению, после создания 8 (20) октября 1802 года Таврической губернии, Тазанай был включён в состав Биюк-Тузакчинской волости Перекопского уезда.
По Ведомости о всех селениях в Перекопском уезде состоящих с показанием в которой волости сколько числом дворов и душ… от 21 октября 1805 года в деревне Тазанай числилось 10 дворов и 75 жителей, все — крымские татары. На военно-топографической карте генерал-майора Мухина 1817 года деревня Тазанай обозначена также с 10 дворами. После реформы волостного деления 1829 года Тазанай, согласно «Ведомости о казённых волостях Таврической губернии 1829 года», остался в составе Тузакчинской волости. На карте 1836 года в деревне 13 дворов. Затем, видимо, вследствие эмиграции крымских татар в Турцию, деревня заметно опустела и на карте 1842 года Тазанай-Кирей обозначен условным знаком «малая деревня» (это означает, что в нём насчитывалось менее 5 дворов).
В 1860-х годах, после земской реформы Александра II, деревню включили в состав Бурлак-Таминской волости. В «Списке населённых мест Таврической губернии по сведениям 1864 года», составленном по результатам VIII ревизии 1864 года, Тазанай-Кирей — владельческая татарская деревня с 4 дворами и 10 жителями при заливе Сиваша. По обследованиям профессора А. Н. Козловского начала 1860-х годов, в селении «… нет другой воды кроме копаней глубиною 5—6 саженей (10—12 м). Вода в них не постоянна, притом половина копаней с пресною, а половина с солёною водою» (копань — выкопанная на месте с близким залеганием грунтовых вод яма). На 'трехверстовой карте Шуберта 1865—1876 годов Тазанай-Кирей обозначен без указания числа дворов. Согласно «Памятной книжке Таврической губернии за 1867 год», деревня стояла покинутая — ввиду эмиграции крымских татар, особенно массовой после Крымской войны 1853—1856 годов, в Турцию, но вскоре была заселена выходцами из других губерний России. По «Памятной книге Таврической губернии 1889 года», включившей результаты Х ревизии 1887 года, в деревне Тазанай-Кирей Ишуньской волости числилось уже 14 дворов и 79 жителей.
После земской реформы 1890 года Тазанай-Кирей отнесли к Богемской волости. В «…Памятной книжке Таврической губернии на 1892 год» в сведениях о Богемской волости никаких данных о деревне, кроме названия Тазанай-Гирей, не приведено. Видимо, в начале XX века в селе приобрёл землю в собственность крупный крымский землевладелец, немец Люстих, после чего в русской деревне появилось немецкое население. По Статистическому справочнику Таврической губернии. Ч.II-я. Статистический очерк, выпуск пятый Перекопский уезд, 1915 год, на хуторе Тозанай-Кирей (Люстиха) Богемской волости Перекопского уезда числилось 11 дворов (все дворы безземельные) с населением в количестве 81 человек приписных жителей и 10 «посторонних», из которых 48 мужчин и 43 женщин. При хуторе числилось 1380 десятин земли. В хозяйствах имелось 100 лошадей, 10 волов, 41 корова и 191 голова мелкого скота.
После установления в Крыму Советской власти, по постановлению Крымревкома от 8 января 1921 года № 206 «Об изменении административных границ» была упразднена волостная система и в составе Джанкойского уезда был создан Джанкойский район. В 1922 году уезды преобразовали в округа. 11 октября 1923 года, согласно постановлению ВЦИК, в административное деление Крымской АССР были внесены изменения, в результате которых округа были ликвидированы, основной административной единицей стал Джанкойский район и село включили в его состав. Согласно Списку населённых пунктов Крымской АССР по Всесоюзной переписи 17 декабря 1926 года, в селе Тозанай-Кирей, в составе упразднённого к 1940 году Тереклынского сельсовета Джанкойского района, числилось 36 дворов, из них 35 крестьянских, население составляло 141 человек, из них 94 русских, 39 немцев и 1 украинец. На подробной карте РККА северного Крыма 1941 года в селе Тазанай отмечено 23 двора, южнее — некое поселение Газанай-Кирей без указания жилых дворов
Вскоре после начала Великой Отечественной войны, 18 августа 1941 года крымские немцы были выселены — сначала в Ставропольский край, а затем в Сибирь и северный Казахстан. После освобождения Крыма от фашистов в апреле 1944 года 12 августа того же года было принято постановление ГКО СССР № ГОКО-6372с «О переселении колхозников в районы Крыма», и уже в сентябре 1944 года в район приехали первые новоселы (27 семей) из Каменец-Подольской и Киевской областей, а в начале 1950-х годов последовала вторая волна переселенцев из различных областей Украины. С 25 июня 1946 года селение в составе Крымской области РСФСР. Указом Президиума Верховного Совета РСФСР от 18 мая 1948 года Тазанай (или Тозанай-Кирей) переименовали в Бакланово. 26 апреля 1954 года Крымская область была передана из состава РСФСР в состав УССР. Время включения в Целинный сельсовет пока не установлено: на 15 июня 1960 года посёлок уже числился в его составе. Населённый пункт упразднён с 1 января по 1 июня 1968 года, как посёлок Целинного сельсовета.